# Kamienica przy Rynku 12 we Wrocławiu
Wrocławska kamienica, Rynek 12 (j. niem. Freier’s Ecke) – kamienica na wrocławskim rynku, na jego południowej pierzei, tzw. stronie Złotego Pucharu, narożnik z Placem Solnym.

## Historia i architektura kamienicy

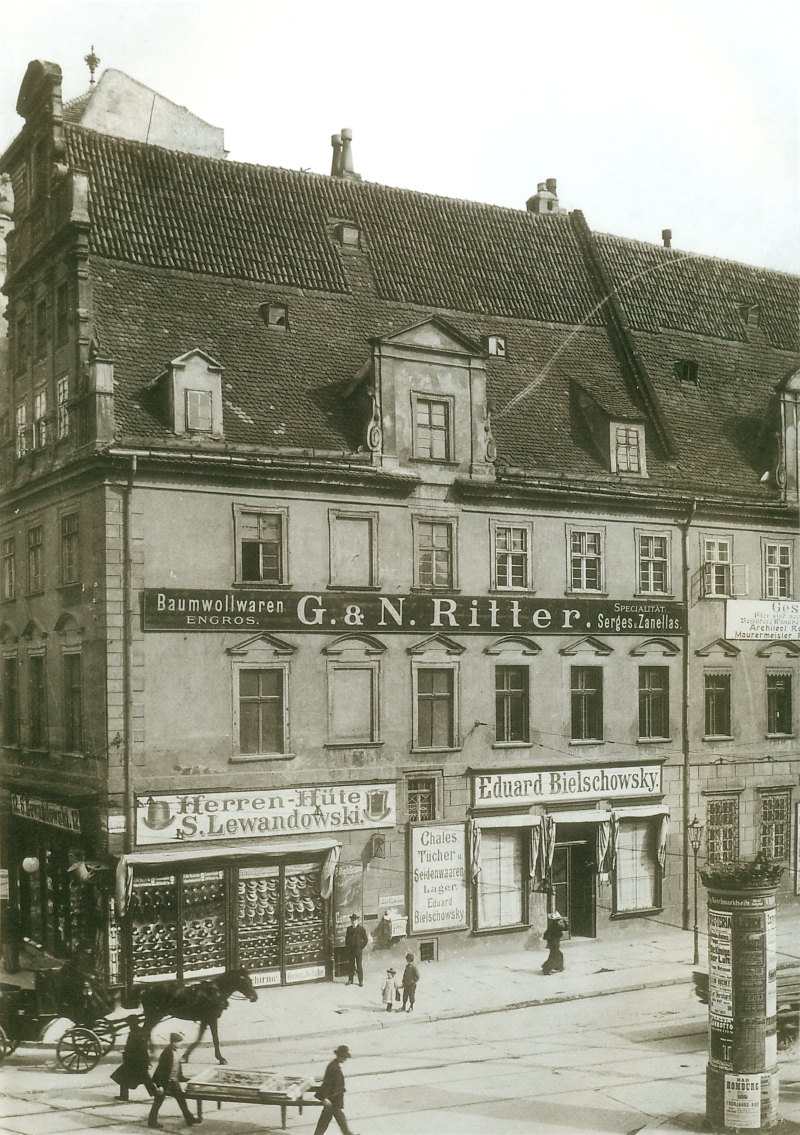
Wygląd kamienicy na początku XX wieku

Pierwszy budynek murowany pochodzi z okresu średniowiecznego z XIII wieku i został wzniesiony na miejsce drewnianej budowli.
W 1570 kamienicę przebudowano w stylu renesansowo-manierystycznym (manieryzm niderlandzki) podnosząc ją o jedną kondygnację. Z tego okresu zachował się kolumnowy portal wejściowy, który na podniebieniu arkady miał bogatą niderlandzką groteskę. Po 1715 właścicielem kamienicy był Johann Freyer, który sfinalizował przebudowę budynku nadając fasadzie i elewacji od strony pl. Solnego barokowy wygląd. Od tego okresu, od nazwiska właściciela kamienicę nazywano Freiers Ecke. Kamienica miała wówczas trzy kondygnacje, dwie mieszkalne kondygnacje poddasza i dwukondygnacyjny strych.
W 1904 roku kamienicę zakupiła firma Philippi & Co., specjalizująca się w sprzedaży wina. W tym samym roku kamienicę rozebrano, a w jej miejsce postawiono pięciokondygnacyjny dom handlowy o żelbetonowej konstrukcji i elewacji z elementami barokowo-secesyjnymi. Autorem projektu był Robert Hönsch. Zabytkowy portal został przeniesiony i wmurowany w elewację budynku przy ul. Biskupiej 11/ Wita Stwosza 16, również należącego do rodziny Philippich, a drewniane rzeźbione schody trafiły do zbiorów muzealnych. Na pierwszych kondygnacjach domu handlowego znajdowały się sklepy, do których prowadziły oddzielne wejścia od strony pl. Solnego. Trzy z nich posiadały dodatkowo kręte schody prowadzące na I piętro. Trzecie i czwarte kondygnacje zajmowały biura, do których prowadziła osobna klatka schodowa od strony Rynku. Od 1930 roku właścicielami kamienicy byli kupcy M. Rosner, B. Jacobowitz i M. Rosenbaum. Od 1939 roku Deutschen Bank.

### Właściciele i postacie związane z kamienicą

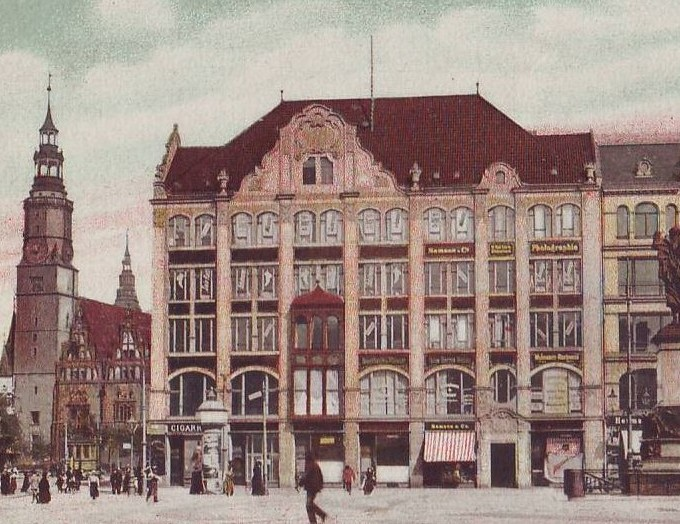
Wygląd kamienicy po przebudowie w 1904 roku

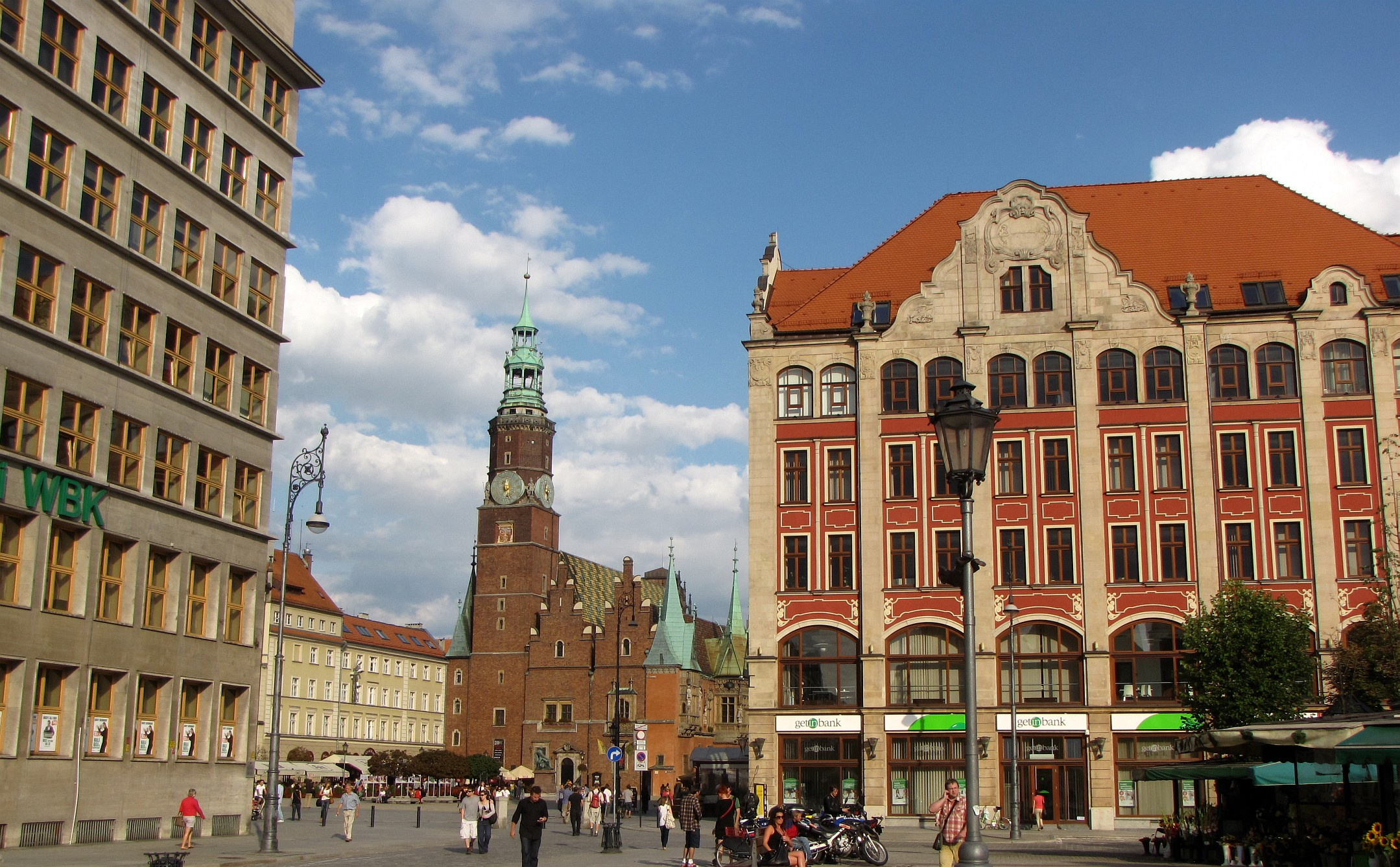
Kamienica Rynek 12 – widok na elewację od strony pl. Solnego

W XV wieku, w latach 1416–1436 właścicielem kamienicy był Hannos (Jahannes) Malis (Melys, Meliss) wraz z żoną Anną. Po jego śmierci kamienicę, zadłużoną odziedziczyli jego córki: Dorothea i Margarethe zakonnica z Trzebnicy, które sprzedały swoje udziały. Kolejnym właścicielem od 1436 roku był kupiec Niklas Koppe, który już trzy lata później odsprzedał kamienicę Jorge Knebelowi (Knebil). Knebel był witrykiem kościoła św. Elżbiety, a w latach 1439–1452 był ławnikiem i rajcą. Jak kupiec posiadał dwie komory w sukiennicach, skupiał renty na wsi i miał udziały w dwóch młynach miejskich. W 1451 roku zakupił kamienicę przy Rynku 24. Zmarł 4 października 1452 roku, zapisując swój majątek, w tym kamienicę nr 12 córkom Katarzynie, Barbarze, Dorocie, Hedwig i Urszuli, które dysponowały domem do 1469 roku.
W 1469 roku właścicielem kamienicy został Adalarius Colman, a trzy lata później nabył ją Sebold Sawermann (Sebalt Sawrman), potentat na rynku czynszów i nieruchomości, w latach 1469–1473 właściciela kamienicy przy Rynku nr 14, w latach 1493–1500 kamienicy przy Rynku nr 35, a w latach 1499–1501 kamienicy przy Rynku nr 49. Sebald Sauermann był obywatelem Wrocławia od 1466 roku. Pochodził z Gefrees we Frankonii, z korzeniami związanymi z Norymbergą. Jako kupiec utrzymywał kontakty z Węgrami, Małopolską i Łużycami. W 1492 roku otrzymał cesarskie przywileje herbowe. Od 1486 do 1507 roku był dwudziestodwukrotnie wybierany na ratusz, osiągając drugie miejsce w ławie i trzecie w radzie. W latach 1485–1486 i 1493–1497 był witykiem kościoła Św. Elżbiety, a w 1499 prowizorem szpitala Św. Trójcy. Jego wizerunek wraz z żoną i 22 dziećmi został uwieczniony na epitafium z 1508 roku w kościele Św. Elżbiety.

## Po II wojnie światowej
W wyniku działań wojennych w 1945 roku kamienica została wypalona, ale bardzo szybko została odbudowana, przed 1948 rokiem; w latach 1953-1955 została gruntownie wyremontowana. Elewacja kamienicy otrzymała nowy wygląd: wszystkie jej okna miały regularny prostokątny kształt, z boniami co drugie okno podkreślającymi siedmioosiowy układ budynku od strony placu Solnego. Od 1948 roku w kamienicy znajdowała się siedziba Miejskiego Przedsiębiorstwa Komunikacyjnego a od 1953 do 2004 roku było jej właścicielem. W budynku mieściła się również biblioteka, klub, siedziba PTTK, ośrodek kultury dla pracowników a następnie siedziba GetBanku.
Od 2003 właścicielem kamienicy został Krzysztof Szaraniec właściciel firmy American-Australion Corporation "Rainbow". W latach 2004–2006 przeprowadzono gruntowną przebudowę kamienicy: na parterze i I piętrze przywrócono przedwojenny wygląd elewacji wraz z dużymi witrynami i oknami zwieńczonymi łukami odcinkowymi. Na II i III kondygnacji wprowadzono barokowo-secesyjną dekorację sztukatorską. Autorem projektu jest Stanisław Lose.